# Copa Libertadores 1965
Navigation
Édition précédente Édition suivante
La Copa Libertadores 1965 est la 6e édition de la Copa Libertadores. Le club vainqueur de la compétition est désigné champion d'Amérique du Sud 1965 et se qualifie pour la Coupe intercontinentale 1965.
C'est le tenant du titre, le club argentin du CA Independiente qui remporte à nouveau la compétition après avoir battu les Uruguayens du Club Atlético Peñarol en finale. C'est le deuxième titre continental pour Independiente qui rejoint Santos et Peñarol au palmarès. Pelé, avec huit buts inscrits, termine meilleur buteur de la compétition.
Le format de la compétition revient au format de l'édition 1963 avec l'absence d'un représentant colombien, ce qui conduit la CONMEBOL à supprimer le tour préliminaire. Les neuf formations sont réparties en trois poules de trois et s'affrontent à deux reprises, à domicile et à l'extérieur. Le premier de chaque groupe se qualifie pour les demi-finales, qui voit l'entrée en lice du tenant du titre. Les demi-finales et la finale sont jouées en matchs aller-retour, avec un match d'appui éventuel en cas de résultat identique lors des deux confrontations (on ne tient de la différence de buts et/ou des buts marqués à l'extérieur que si le match d'appui se termine sur un résultat nul).

## Clubs participants
- CA Independiente - Tenant du titre
- Club Atlético Boca Juniors - Champion d'Argentine 1964
- The Strongest La Paz - Vainqueur de la Copa Simón Bolivar 1964
- Santos - Vainqueur de la Taça Brasil 1964
- CF Universidad Chile - Champion du Chili 1964
- Aucun [1]
- Sociedad Deportivo Quito - Champion d'Équateur 1964
- Club Guaraní - Champion du Paraguay 1964
- Club Universitario de Deportes - Champion du Pérou 1964
- Club Atlético Peñarol - Champion d'Uruguay 1964
- Deportivo Galicia - Champion du Venezuela 1964

## Compétition

### Phase de groupes
| Rang | Équipe                     | Pts | J | G | N | P | Bp | Bc | Diff |  | Résultats (▼ dom., ► ext.) |     |     |     |
| ---- | -------------------------- | --- | - | - | - | - | -- | -- | ---- |  | -------------------------- | --- | --- | --- |
| 1    | Club Atlético Boca Juniors | 8   | 4 | 4 | 0 | 0 | 11 | 3  | +8   |  | Club Atlético Boca Juniors |     | 2-0 | 4-0 |
| 2    | The Strongest La Paz       | 3   | 4 | 1 | 1 | 2 | 5  | 7  | -2   |  | The Strongest La Paz       | 2-3 |     | 2-2 |
| 3    | Sociedad Deportivo Quito   | 1   | 4 | 0 | 1 | 3 | 3  | 9  | -6   |  | Sociedad Deportivo Quito   | 1-2 | 0-1 |     |

| Rang | Équipe                         | Pts | J | G | N | P | Bp | Bc | Diff |  | Résultats (▼ dom., ► ext.)     |     |     |     |
| ---- | ------------------------------ | --- | - | - | - | - | -- | -- | ---- |  | ------------------------------ | --- | --- | --- |
| 1    | Santos                         | 8   | 4 | 4 | 0 | 0 | 10 | 3  | +7   |  | Santos                         |     | 1-0 | 2-1 |
| 2    | CF Universidad Chile           | 2   | 4 | 1 | 0 | 3 | 6  | 9  | -3   |  | CF Universidad Chile           | 1-5 |     | 5-2 |
| 3    | Club Universitario de Deportes | 2   | 4 | 1 | 0 | 3 | 5  | 9  | -4   |  | Club Universitario de Deportes | 1-2 | 1-0 |     |

| Rang | Équipe                | Pts | J | G | N | P | Bp | Bc | Diff |  | Résultats (▼ dom., ► ext.) |     |     |     |
| ---- | --------------------- | --- | - | - | - | - | -- | -- | ---- |  | -------------------------- | --- | --- | --- |
| 1    | Club Atlético Peñarol | 6   | 4 | 3 | 0 | 1 | 5  | 2  | +3   |  | Club Atlético Peñarol      |     | 2-0 | 2-0 |
| 2    | Club Guaraní          | 6   | 4 | 3 | 0 | 1 | 6  | 5  | +1   |  | Club Guaraní               | 2-1 |     | 2-1 |
| 3    | Deportivo Galicia     | 0   | 4 | 0 | 1 | 3 | 2  | 6  | -4   |  | Deportivo Galicia          | 0-0 | 1-2 |     |

- Le Club Atlético Peñarol termine premier du groupe grâce à une meilleure différence de buts. Le Deportivo Galicia perd le point du match face à Peñarol après avoir aligné Roberto Leopardi, alors qu'il n'aurait pas dû jouer la rencontre.

### Demi-finales
| Équipe 1            | Résultat | Équipe 2              | Aller | Retour | Appui |
| ------------------- | -------- | --------------------- | ----- | ------ | ----- |
| 'CA Independiente'T | 2 - 1    | Boca Juniors          | 2 - 0 | 0 - 1  | 0 - 0 |
| Santos              | 8 - 9    | Club Atlético Peñarol | 5 - 4 | 2 - 3  | 1 - 2 |

### Finales
| 9 avril 1965 | CA Independiente | 1 – 0 | Club Atlético Peñarol | Stade Libertadores de América, Avellaneda                  |                                                            |
|              | Bernao 83e       |       |                       | Spectateurs : 45 000 Arbitrage : Arturo Yamasaki Maldonado | Spectateurs : 45 000 Arbitrage : Arturo Yamasaki Maldonado |

| 12 avril 1965 | Club Atlético Peñarol                  | 3 – 1 | CA Independiente | Stade Centenario, Montevideo                               |                                                            |
|               | Gonçalves 14e · Reznik 43e · Rocha 46e |       | de la Mata 88e   | Spectateurs : 45 000 Arbitrage : Arturo Yamasaki Maldonado | Spectateurs : 45 000 Arbitrage : Arturo Yamasaki Maldonado |

| 15 avril 1965 | Club Atlético Peñarol | 1 – 4 | CA Independiente                                      | Estadio Nacional de Chile, Santiago                        |                                                            |
|               | Joya 44e              |       | Pérez 10e (csc) · Bernao 27e · Avallay 33e · Mura 82e | Spectateurs : 40 000 Arbitrage : Arturo Yamasaki Maldonado | Spectateurs : 40 000 Arbitrage : Arturo Yamasaki Maldonado |

| Vainqueur de la Copa Libertadores 1965 |
| -------------------------------------- |
| CA Independiente Deuxième titre        |